# Verdrag van Salatiga
Het Verdrag van Salatiga (Javaans: Perjanjian Salatiga) werd op 17 maart 1757 gesloten tussen de VOC-gouverneur Nicolaas Hartingh, de sultan van Jogjakarta, Hamengkoeboewono I, de heerser van het soenanaat van Soerakarta, Pakoeboewono II, en het in opstand gekomen jongere lid van de Pakoeboewono-dynastie Raden Mas Said (Pangeran Sambernyawa)
Bij het verdrag, dat werd gesloten in de 'Gedoeng Pakoewon' in de desa Kalicacing in Salatiga op Midden-Java, kreeg Raden Mas Said de zuidoostelijke delen van het soenanaat Soerakarta als een erfelijk vorstendom toegewezen. Het verdrag betekende een verdere inperking van het gezag van soenan Pakoeboewono II, die al bij het Verdrag van Giyanti, twee jaar eerder, de helft van zijn rijk Mataram II was kwijt geraakt. Raden Mas Said had Pakoeboewono II ervan beschuldigd 'als een Wajangpop in de handen van de Nederlanders te zijn', en was om die reden al in 1741 in opstand gekomen.
Het 'vorstenland' dat aan Mas Said werd afgestaan kreeg de naam Mangkoenegara: Dit was tevens deel van de titel en van de vorstennaam (Kanjeng Goesti Adipati Mangkoenegara) van alle opeenvolgende heersers van dat rijk. 